# Dret econòmic
El Dret econòmic és el conjunt de principis i normes de diverses jerarquies, principalment de dret públic, que inscrites en un ordre públic econòmic, dictat en la Constitució, faculten a l'Estat a planejar indicativament o imperativa el desenvolupament econòmic i social d'un país i regular la cooperació humana en les activitats de creació, distribució, canvi i consum de la riquesa generada pel sistema econòmic.
Es defineix com el paper que té el Dret (entès en aquest cas com a sistema jurídic) en la regulació de l'activitat econòmica. Aquest marc legal, que estableix les "regles del joc" neutrals per als actors econòmics, abasta les transaccions borsàries, l'auditoria de negocis, les lleis referents a l'economia (com les lleis monetàries, per exemple), i en general totes les activitats comercials i de funcionament dels mercats. S'observa llavors fins a quin punt els camps de l'economia i el Dret estan estretament lligats i mantenen una interacció constant entre si. Cal remarcar que el fet d'exercir influència en l'esfera econòmica, se li dona al Dret un caràcter multidisciplinari, amplia notablement el seu camp d'acció i s'aparta de la tradició antiga europea.

## Dret econòmic en les formes de producció del Dret antic europeu i nord-americà
Els principis del Dret econòmic es deriven i aprenen de la pràctica. L'anterior, si bé respon al model americà, contradiu el model antic europeu. Aquest últim s'aïllava completament del coneixement jurídic en la pràctica i fins i tot als practicants que dia a dia estaven en contacte amb les realitats de la vida quotidiana se'ls considerava inferiors als líders acadèmics.
Per altra part, en aquest mateix sistema, els jutges i advocats van assolir la seva autonomia aparentant renunciar al món comercial, la qual cosa va comportar que la idea de l'advocat com un conseller de negocis, per exemple, es desenvolupés molt a poc a poc. Conforme va ser passant el temps, va ser necessària una americanizació del sistema antic europeu, ja que a poc a poc es va veure incapaç de satisfer les demandes de regulació del mercat a Europa. Àdhuc si això renyia amb la tradició dels jutges, molts dels quals volien conservar les velles tradicions i el culte al dret pur, no quedava una altra sortida per a resoldre les disputes econòmiques a les quals s'enfrontaven fins a transformar-se el sistema de producció de Dret europeu. El paper dels seus actors va tenir l'oportunitat de transfigurar-se, tant dins del camp jurídic com amb la seva relació amb l'Estat, i es va poder donar cabuda al dret econòmic i a una nova forma de doctrina i educació jurídica.